# تاكاشي كيياما
تاكاشي كيياما (باليابانية: 木山 隆之) (18 فبراير 1972 في إتامي في اليابان – )؛ هو لاعب كرة قدم ياباني سابق كان يلعب كمدافع.

## وصلات خارجية
- تاكاشي كيياما على موقع رابطة كرة القدم اليابانية للمحترفين (اليابانية)
- تاكاشي كيياما على موقع قاعدة بيانات كرة القدم.إي يو (الإنجليزية)
- تاكاشي كيياما على موقع Soccerway.com (الإنجليزية)
- تاكاشي كيياما على موقع عالم كرة القدم.نت (الإنجليزية)
- تاكاشي كيياما على موقع كووورة